# فيل ماغواير
فيل ماغواير (بالإنجليزية: Phil McGuire)‏ (4 مارس 1980 في المملكة المتحدة - ) هو مدرب كرة قدم ولاعب كرة قدم بريطاني في مركزي قلب الدفاع والدفاع. شارك مع منتخب اسكتلندا تحت 21 سنة لكرة القدم ومنتخب اسكتلندا الثانوي لكرة القدم ‏. أما مع النوادي، فقد لعب مع دونفرملين أثلتيك ونادي أبردين ونادي إنفرنيس ونادي دونكاستر روفرز ونادي مونتروز لكرة القدم ونادي اربوراث وFormartine United F.C. ‏ وLochee United F.C. ‏ وSt Andrews United F.C. ‏ وجاينفيلد سويفتس ‏.

## وصلات خارجية
- فيل ماغواير على موقع قاعدة بيانات كرة القدم.إي يو (الإنجليزية)
- فيل ماغواير على موقع Soccerbase.com (لاعب) (الإنجليزية)